# Rigmor Stenmark
Elin Rigmor Linnéa Stenmark, tidigare Eklund, Ahlstedt, född Andersson 7 maj 1940 i Engelbrekts församling, Stockholm, är svensk politiker (centerpartist), som var riksdagsledamot 1994–2006. Hon var invald i riksdagen från Uppsala läns valkrets och hade plats 71. Under tiden i riksdagen var Stenmark ledamot i bostadsutskottet 1995–2006 och under olika perioder suppleant i försvarsutskottet, jordbruksutskottet, justitieutskottet, lagutskottet respektive socialutskottet.
Hon är före detta kommunalråd.